# Stará Homole

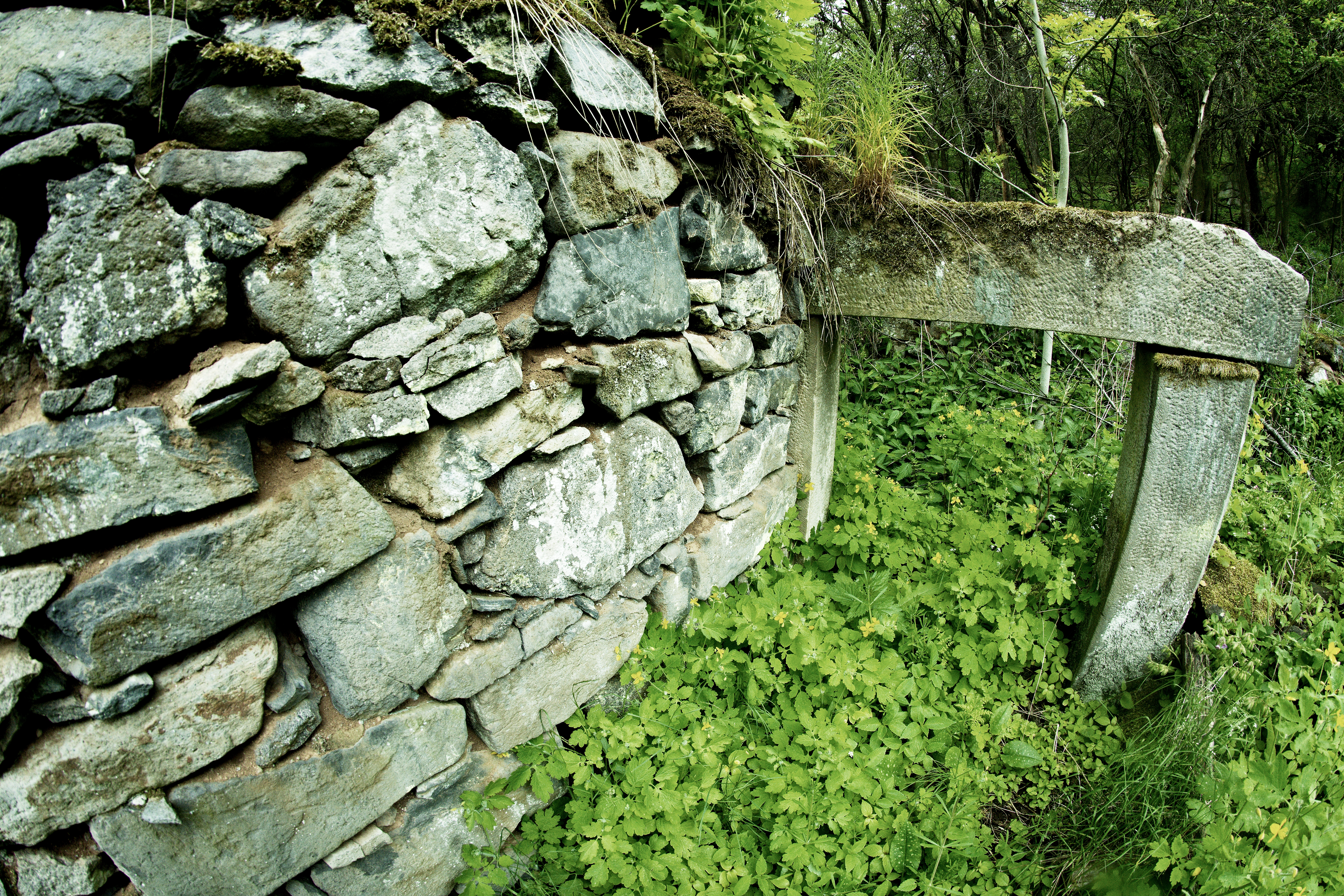
Fundamentreste eines früheren Hauses in Stará Homole (2021)

Stará Homole (deutsch Alt Hummel) ist eine in den 1950er Jahren entstandene Ortswüstung, deren Flur zur Gemeinde Zubrnice (deutsch Saubernitz) im Okres Ústí nad Labem in der Tschechischen Republik gehört.

## Geografische Lage und Klima
Der Ort lag im Böhmischen Mittelgebirge nordwestlich von Úštěk an der Straße von Vitín nach Velké Stínky. Nördlich, unweit der früheren Ortslage erhebt sich der 683 m hohe Buková hora (Zinkenstein), der früher größtenteils zur Herrschaft Liebeschitz gehörte, mit dem markanten Fernsehsendeturm.
Der jährliche Niederschlag beträgt 850–1000 Millimeter, Schnee liegt 100–120 Tage im Jahr. Die Anzahl der Frosttage liegt zwischen 140 und 160 und die der Sommertage zwischen zehn und dreißig.

## Geschichte
Alt Hummel wurde im 15. Jahrhundert erstmals urkundlich erwähnt.
Von 1938/39 bis Mai 1945 gehörte Alt Hummel zum Reichsgau Sudetenland, Landkreis Aussig, Regierungsbezirk Aussig. Hier lebten im Jahre 1940 56 Einwohner. Nach Ende des Zweiten Weltkrieges wurden die deutschsprachigen Einwohner des nunmehr wieder zur Tschechoslowakei gehörenden Ortes gezwungen, diesen zu verlassen. Die leergezogenen Gebäude verfielen und wurden in den 1950er Jahren abgetragen.